# Western Football League
Western Football League là một giải đấu bóng đá nằm ở phía Tây Nam của nước Anh, bao quát các vùng Bristol, Cornwall, Devon, Somerset, phía tây Dorset, một phần của Gloucestershire và Wiltshire. Nhà tài trợ chính hiện tại của giải đấu là Toolstation, nên giải đấu còn được biết đến với tên gọi Toolstation League.
Công cuộc tái cơ cấu gần đây của hệ thống các giải bóng đá Anh đã chia giải đấu thành 2 hạng đấu là Premier Division và Division One (mỗi hạng đấu tối đa 22 đội bóng) nằm ở cấp độ 9 và 10.
Đội vô địch có thể thăng hạng lên cấp độ 8, thực tế thường chắc chắn là Southern League Division One South and West. Dưới Western League còn có 4 giải đấu địa phương bao quát các vùng nhỏ hơn là Gloucestershire County League, Somerset County League, Dorset Premier Football League và Wiltshire League. South West Peninsula League Premier Division cũng góp đội vào Western League nhưng tại vì cùng cấp độ 10 với Western League Division One nên nó góp đội trực tiếp vào Western League Premier Division.

## Danh sách các đội bóng hiện tại (2014-15)
Premier Division:
- Bishop Sutton
- Bitton
- Bradford Town
- Bridport
- Brislington
- Bristol Manor Farm
- Buckland Athletic
- Cadbury Heath
- Exmouth Town
- Gillingham Town
- Hallen
- Ilfracombe Town
- Longwell Green Sports
- Melksham Town
- Odd Down
- Shepton Mallet
- Sherborne Town
- Slimbridge
- Street
- Winterbourne United
- Willand Rovers

Division One:
- Almondsbury UWE
- Ashton & Backwell United
- Barnstaple Town
- Calne Town
- Chard Town
- Cheddar
- Chippenham Park
- Corsham Town
- Cribbs
- Devizes Town
- Hengrove Athletic
- Keynsham Town
- Oldland Abbotonians
- Portishead Town
- Radstock Town
- Roman Glass St. George
- Warminster Town
- Wellington
- Wells City
- Welton Rovers
- Westbury United
- Wincanton Town

## Lịch sử
Giải đấu được thành lập năm 1892 với tên gọi Bristol & District League, và đổi tên thành Western League năm 1895 (cũng có 1 giải đấu mang tên Bristol & District League ngày nay, nhưng nó là giải đấu dùng để góp đội vào Gloucestershire County League). Trong những năm trước Thế chiến thứ II, nhiều đội thi đấu ở cả Southern và Western League; Western League thường được xem là ít quan trọng hơn so với Southern League.
Có 4 lần mà các thành viên của giải đấu nâng cao chiếc cúp FA Vase, Tiverton Town 2 lần, Taunton Town 1 lần và gần đây nhất là Truro City, đội bóng đã đánh bại A.F.C. Totton năm 2007 trong trận đấu chung kết đầu tiên diễn ra ở sân vận động Wembley mới với số người đến xem đạt kỷ lục 27,754 người. Truro City là đội duy nhất trong ba đội bóng vô địch FA Vase khi đang ở Division One, bây giờ họ không còn ở Western League nữa, bởi vì tất cả đã thăng hạng lên chơi ở Southern League.

### Các thành viên sáng lập
Bedminster (sau đó hợp nhất với Bristol South End để trở thành Bristol City) | Clevedon (sau này là Clevedon Town) | Clifton Association | Eastville Rovers (sau này là Bristol Rovers) | Mangotsfield | St. George (sau đó hợp nhất với Roman Glass F.C. để trở thành Roman Glass St George) | Trowbridge Town | Warmley | Wells

### Danh sách các nhà vô địch
| Mùa giải | Đội bóng vô địch                 |
| -------- | -------------------------------- |
| 1893     | Warmley                          |
| 1894     | Warmley                          |
| 1895     | Hereford Thistle                 |
| 1896     | Warmley                          |
| 1897     | Warmley                          |
| 1898     | Bristol City                     |
| 1899     | Swindon Town                     |
| 1900     | Bristol Rovers                   |
| 1901     | Portsmouth                       |
| 1902     | Portsmouth                       |
| 1903     | Portsmouth                       |
| 1904     | Tottenham Hotspur                |
| 1905     | Plymouth Argyle                  |
| 1906     | Queens Park Rangers              |
| 1907     | West Ham United                  |
| 1908     | Millwall                         |
| 1909     | Millwall                         |
| 1910     | Treharris                        |
| 1911     | Bristol City Dự bị               |
| 1912     | Welton Rovers                    |
| 1913     | Bristol Rovers Dự bị             |
| 1914     | Cardiff City                     |
| 1915–19  | Không tổ chức do Thế chiến thứ I |
| 1920     | Douglas                          |
| 1921     | Bristol City Dự bị               |
| 1922     | Yeovil and Petters United        |
| 1923     | Weymouth                         |
| 1924     | Lovells Athletic                 |

| Mùa giải | Đội bóng vô địch                  |
| -------- | --------------------------------- |
| 1925     | Yeovil and Petters United         |
| 1926     | Bristol City Dự bị                |
| 1927     | Bristol City Dự bị                |
| 1928     | Plymouth Argyle Dự bị             |
| 1929     | Bristol Rovers Dự bị              |
| 1930     | Yeovil and Petters United         |
| 1931     | Exeter City Dự bị                 |
| 1932     | Plymouth Argyle Dự bị             |
| 1933     | Exeter City Dự bị                 |
| 1934     | Bath City                         |
| 1935     | Yeovil and Petters United         |
| 1936     | Bristol Rovers Dự bị              |
| 1937     | Bristol Rovers Dự bị              |
| 1938     | Bristol City Dự bị                |
| 1939     | Lovells Athletic                  |
| 1940     | Trowbridge Town                   |
| 1941–45  | Không tổ chức do Thế chiến thứ II |
| 1946     | Bristol Rovers Dự bị              |
| 1947     | Trowbridge Town                   |
| 1948     | Trowbridge Town                   |
| 1949     | Glastonbury                       |
| 1950     | Wells City                        |
| 1951     | Glastonbury                       |
| 1952     | Chippenham Town                   |
| 1953     | Barnstaple Town                   |
| 1954     | Weymouth Dự bị                    |
| 1955     | Dorchester Town                   |
| 1956     | Trowbridge Town                   |

| Mùa giải | Đội bóng vô địch     |
| -------- | -------------------- |
| 1957     | Poole Town           |
| 1958     | Salisbury            |
| 1959     | Yeovil Town Dự bị    |
| 1960     | Torquay United Dự bị |
| 1961     | Salisbury            |
| 1962     | Bristol City Dự bị   |
| 1963     | Bristol City Dự bị   |
| 1964     | Bideford             |
| 1965     | Welton Rovers        |
| 1966     | Welton Rovers        |
| 1967     | Welton Rovers        |
| 1968     | Bridgwater Town      |
| 1969     | Taunton Town         |
| 1970     | Glastonbury          |
| 1971     | Bideford             |
| 1972     | Bideford             |
| 1973     | Devizes Town         |
| 1974     | Welton Rovers        |
| 1975     | Falmouth Town        |
| 1976     | Falmouth Town        |
| 1977     | Falmouth Town        |
| 1978     | Falmouth Town        |
| 1979     | Frome Town           |
| 1980     | Barnstaple Town      |
| 1981     | Bridgwater Town      |
| 1982     | Bideford             |
| 1983     | Bideford             |
| 1984     | Exmouth Town         |
| 1985     | Saltash United       |

| Mùa giải | Đội bóng vô địch    |
| -------- | ------------------- |
| 1986     | Exmouth Town        |
| 1987     | Saltash United      |
| 1988     | Liskeard Athletic   |
| 1989     | Saltash United      |
| 1990     | Taunton Town        |
| 1991     | Mangotsfield United |
| 1992     | Weston-super-Mare   |
| 1993     | Clevedon Town       |
| 1994     | Tiverton Town       |
| 1995     | Tiverton Town       |
| 1996     | Taunton Town        |
| 1997     | Tiverton Town       |
| 1998     | Tiverton Town       |
| 1999     | Taunton Town        |
| 2000     | Taunton Town        |
| 2001     | Taunton Town        |
| 2002     | Bideford            |
| 2003     | Team Bath           |
| 2004     | Bideford            |
| 2005     | Bideford            |
| 2006     | Bideford            |
| 2007     | Corsham Town        |
| 2008     | Truro City          |
| 2009     | Bitton              |
| 2010     | Bideford            |
| 2011     | Larkhall Athletic   |
| 2012     | Merthyr Town        |
| 2013     | Bishop Sutton       |
| 2014     | Larkhall Athletic   |

## Các đội thăng hạng lên Southern League (từ năm 1946)

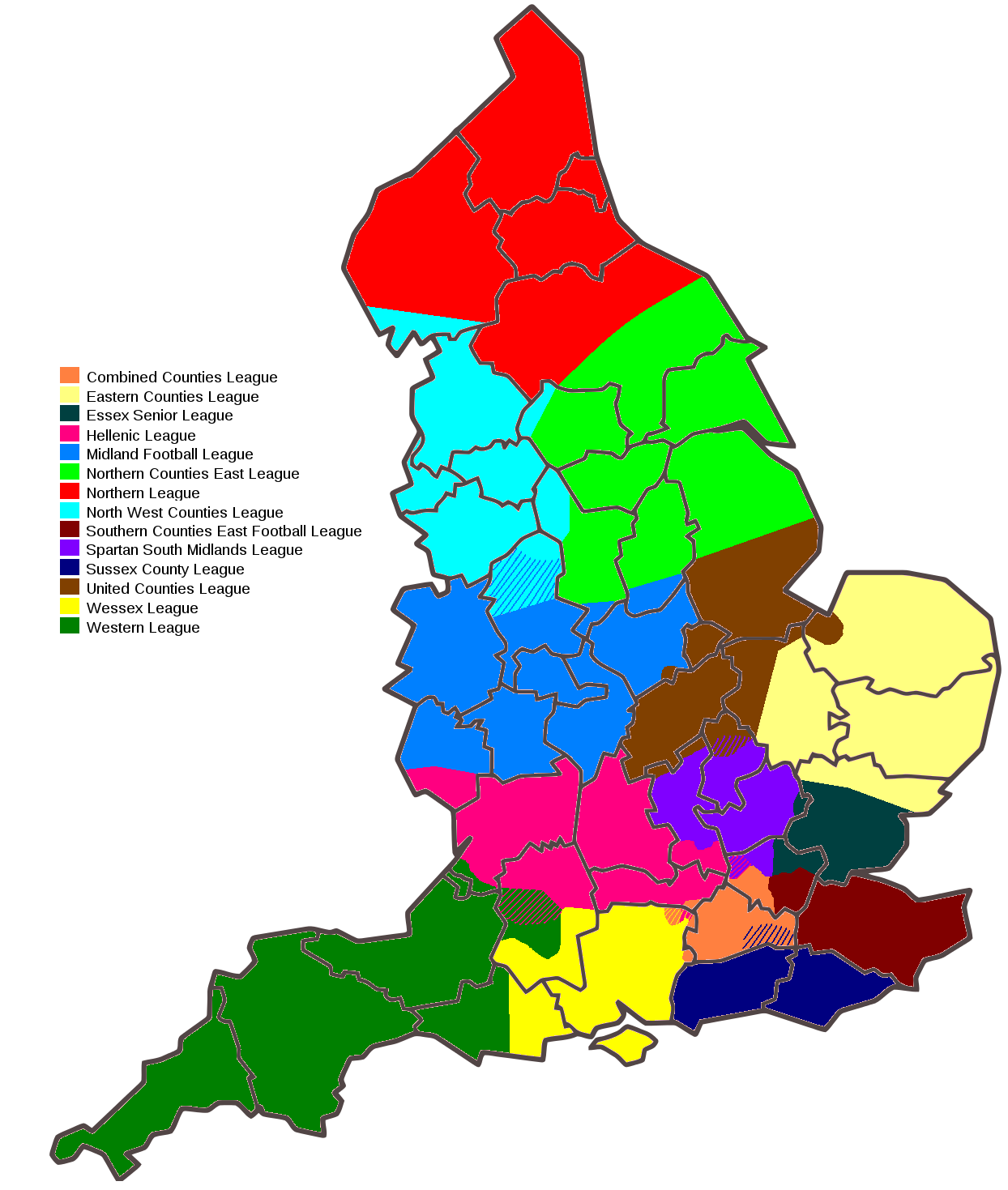
Khu vực bao quát bởi Western League được tô màu xanh lục.

| Năm  | Đội bóng            | Vị thứ chung cuộc |
| ---- | ------------------- | ----------------- |
| 1949 | Weymouth            | thứ 3             |
| 1957 | Poole Town          | thứ 1             |
| 1958 | Trowbridge Town     | thứ 5             |
| 1968 | Salisbury           | thứ 2             |
| 1971 | Andover             | thứ 2             |
| 1972 | Bideford            | thứ 1             |
| 1972 | Minehead            | thứ 2             |
| 1972 | Dorchester Town     | thứ 7             |
| 1977 | Taunton Town        | thứ 9             |
| 1982 | Bridgwater Town     | thứ 3             |
| 1992 | Weston-super-Mare   | thứ 1             |
| 1993 | Clevedon Town       | thứ 1             |
| 1999 | Tiverton Town       | thứ 2             |
| 2000 | Mangotsfield United | thứ 2             |
| 2001 | Chippenham Town     | thứ 2             |
| 2002 | Taunton Town        | thứ 2             |
| 2003 | Team Bath           | thứ 1             |
| 2004 | Paulton Rovers      | thứ 2             |
| 2007 | Bridgwater Town     | thứ 2             |
| 2008 | Truro City          | thứ 1             |
| 2009 | Frome Town          | thứ 2             |
| 2010 | Bideford            | thứ 1             |
| 2012 | Merthyr Town        | thứ 1             |